# ナイジェリア海軍艦艇一覧
ナイジェリア海軍艦艇一覧は、ナイジェリア連邦共和国海軍が過去保有した、または現在保有する、または将来保有する予定の、未完成・計画中止を含めた歴代艦艇一覧である。
凡例

## 現有勢力（2024年現在）
- 国防予算：27億8,000万ドル[1]
- 海軍人員：1万5,000名（コースト・ガードを含む）[1]
- 艦船隻数：52隻（排水量20t以上）[1]

フリゲート×5
アラドゥ
旧・米「ハミルトン」級
哨戒艦×4
ミサイル艇×1
高速艇×7
哨戒艇×31
戦車揚陸艦×1
掃海艇×2
測量艦×1
- コースト・ガード：船艇11隻[1]

## 艦艇一覧（近代海軍以前）

### 砲艦
- （Empire） - 1902年、??門
- （Kapelli） - 1902年、??門
- （Kampala） - 1902年、??門
- （Sarota） - 1902年、??門
- （Valiant） - 1902年、??門
- （Raven） - 1904年、??門
- （Sultan） - 1907年、??門
- （Etobe） - 1909年、??門
- （Egori） - 1909年、??門

### その他
ヨット
- （Ivy） - 1896年、??門

## 艦艇一覧（近代海軍）

### 水上戦闘艦

#### フリゲート
- ナイジェリア（F87 Nigeria） - 1隻
- アラドゥ（F89 Aradu） - 1隻[1]
- 旧・米「ハミルトン」級 - 2隻[1]

サンダー（F90 Thunder）、オクパバナ（F91 Okpabana）

#### コルベット
- ドリナ級コルベット - 2隻

ドリナ（F81 Dorina）、オトボ（F82 Otobo）
- エリンミ級コルベット - 2隻

エリンミ（F83	Erin'mi）、エニャミリ（F84 Enymiri）
- 056型コルベット - 2隻

F91、F92

### 機雷戦艦艇

#### 掃海艦艇
沿岸掃海艇
- Lerici級 - 2隻

（M371 Ohue）、（M372 Marabai）

### 哨戒艦艇

#### 哨戒・警備艦艇
哨戒艇
- 旧・韓『チャムスリ』型 - 1隻[2]

（P165 Ikogosi）
- 『シー・イーグル』型 - 2隻[2]

（P197 Faro）、（P198 Shere）

### 補助艦艇

#### その他
ヨット
- （Corona） - 1隻